# Return to Forever
Return to Forever — американський джаз-ф'южн гурт, утворений 1971 року з ініціативи джазового музиканта Чика Kopia (Chick Corea), 12.06.1941, Массачусеттс, США — клавішні.
До складу гурту також ввійшли: Джо Фаррелл (Joe Farrell), 16.12.1937, Чикаго Хейтс. Іллінойс, США — 10.01.1986 — саксофон, флейта: Флора Пурім (Flora Purim), 6.03.1942, Ріо Де Жанейро, Бразилія — вокал; Стенлі Кларк (Stanley Clark), 30.06.1951, Філадельфія, Пенсільванія — бас, контрабас та Аірто Морейра (Airto Moreira), 5.08.1941, Ітайополіс, Бразилія — ударні.
Свою кар'єру цей квінтет розпочав виконуючи музику, у якій відчувався сильний вплив латиноамериканського джаз-року. Поєднання спонтанного вокалу Флори Пурім з вибуховою, фанковою грою на басі Стенлі Кларка принесло справжнє новаторське звучання. Гурт чимало гастролював і записав два популярних альбоми, однак 1973 року припинив свою діяльність.
Незабаром Коріа і Кларк відродили гурт і запросивши гітариста Білла Коннорса (Bill Connors), якого спочатку змінив Ерл Клег (Earl Klugh), a згодом Ел Ді Меола (Al Di Meola), a також перкусиста Ленні Вайта (Lenny White), запропонували музику, ближчу до року. Гостре звучання та використання лідером електронних клавішних інструментів принесло Return to Forever нових прихильників, а записаний 1976 року альбом «Romantik Warrior» швидко став бестселером.
Третє відродження Return to Forever характеризував дуже великий склад гурту, однак стилістичні зміни не пішли гурту на користь. До 13-ти особового складу входили Кларк та Фаррелл а також секції смичкових та духових інструментів. Наслідком цього була лагідна та рафінована музика, яка характеризувала творчість гурту аж до розпаду 1980 року.
В 1983 Коріа, Кларк, Ді Меола та Вайт провели разом концертне турне.

## Дискографія
- 1972: Lights As A Feather
- 1973: Return To Forever
- 1974: Where Have I Know You Before
- 1976: Romantic Warrior
- 1977: Live — The Complete Concert
- 1977: Music Magic
- 1991: Hymn Of The Seventh Galaxy
- 1992: Live